# 1996 en Grèce
Chronologie de la Grèce
- 1992
- 1993
- 1994
- 1995
- 1996
- 1997
- 1998
- 1999
- 2000

Cette page concerne les évènements survenus en 1996 en Grèce  :

## Évènement
- 22 janvier : Gouvernement Simítis I
- 22 septembre : Élections législatives
- 25 septembre : Gouvernement Simítis II
- 8 octobre : Incident gréco-turc : après un combat aérien, un Mirage 2000 grec abat un F-16 turc, entre les îles grecques de Chios et Samos.
- Classement du site archéologique d'Aigai au patrimoine mondial de l'Unesco.

## Cinéma
- 8-17 novembre : Festival international du film de Thessalonique

## Sport
- Organisation de la Coupe des vainqueurs de coupe masculine de volley-ball 1995-1996.
- 18 mai : Départ d'Athènes du Tour d'Italie.
- 19 juillet-4 août : Participation de la Grèce aux Jeux olympiques d'été d'Atlanta.
- 16-25 août : Participation de la Grèce aux Jeux paralympiques d'été (en) d'Atlanta.
- Coupe de Grèce de football (1995-1996) (en)
- Coupe de Grèce de football (1996-1997) (en)
- Championnat de Grèce de football 1995-1996
- Championnat de Grèce de football 1996-1997

## Création
- ANT1 Satellite (en), chaîne de télévision.
- ERT World, chaîne de télévision.
- Frouros tis Anatolikis Aigialeias (en), journal.
- Festival rock Rockwave (en) à Malakása, près d'Athènes.
- Fondation Stavros Niarchos (en)
- Mouvement pour un parti communiste unifié de Grèce (en)
- Mouvement pour la réorganisation du Parti communiste de Grèce 1918-1855 (en)
- Musée du design de Thessalonique (en)

## Dissolution
- 7e régiment d'infanterie (en)
- Chandris Line (en), compagnie maritime.

## Naissance
- Apóstolos Chrístou, nageur.
- Dimítris Giannoúlis, footballeur.
- Zísis Karakhálios, footballeur.
- Ánna Korakáki, tireuse sportive.
- Efthýmis Kouloúris, footballeur.
- Yórgos Kyriakópoulos, footballeur.
- Triantáfyllos Pasalídis, footballeur.
- Zísis Soúlios, cycliste.
- Geórgios Tsalmpoúris, basketteur.
- Kóstas Tsimíkas, footballeur.
- Anthí Vasilantonáki, volleyeuse.

## Décès
- Parthénios III d'Alexandrie, patriarche d'Alexandrie.
- Odysséas Elýtis, poète.
- Mandó Daliáni, médecin, psychiatre et chercheuse grecque.
- Lákis Petrópoulos, footballeur.
- Ángelos Tsoukalás, juriste et personnalité politique.
- Alíki Vouyoukláki, chanteuse, actrice de théâtre et de cinéma.